# 紀の川市地域巡回バス
紀の川市地域巡回バス（きのかわしちいきじゅんかいバス）は、和歌山県紀の川市が運行するコミュニティバス。

## 歴史
合併前の貴志川町では「ゆめさき号」を、桃山町では「ももちゃん号」（さらに以前は岩出駅 - 黒川の町営バス）を運行しており、紀の川市の発足後はこれらを統合した上で、「紀の川市地域巡回バス」と総称するようになった。市町村合併後の2007年4月より旧那賀町・粉河町・打田町域での運行が開始されるとともに、従前からの路線も再編された。
- 1986年（昭和61年）：路線バスの廃止に伴い、桃山町営バスの運行を開始[3]。
- 1997年（平成9年）：貴志川町でコミュニティバスの運行を開始[3]。
- 2002年（平成14年）：桃山町営バスを桃山町巡回バス（ももちゃん号）に置き換え[3]。
- 2007年（平成19年）
  - 4月1日：貴志川路線（ゆめさき号）を有償化[4]。
  - 4月2日[4]：試験運行を開始[3]。
    - 粉河那賀路線として、上名手竜門コース、打田麻生津コースの2コースの運行を開始。
    - 桃山路線を改編し、桃山鞆渕コース、細野貴志川コースの2コースとする。両コースとも那賀病院乗り入れ、増便。
- 2008年（平成20年）11月：他路線が従前より運行していた日曜日について、桃山路線でも運行を開始[5]。
- 2009年（平成21年）5月1日[5]：正式運行の開始[3]。
  - 上名手竜門コースと打田麻生津コースを再編し、川原竜門コース（紀の川市那賀支所 - 紀の川市役所、打田駅 - 北勢田ハイテクパーク - 打田駅）、上名手打田コースとする。
  - 桃山鞆渕コースの一部として、那賀病院 - 高野の運行を開始。
- 2011年（平成23年）8月1日[6]
  - 桃山鞆渕コースの那賀病院 - 高野を、黒土方面を経由したうえで黒土高野コースとする。
  - 川原竜門コースの打田駅 - 北勢田ハイテクパーク - 打田駅を、三谷方面を経由したうえで打田北部コースとする。
- 2012年（平成23年）4月1日：桃山鞆渕コースを除き和歌山バス那賀・和歌山バス共通バスカードのみ使用可となる[要出典]。
- 2014年（平成26年）4月1日[7]
  - 黒土高野コースを紀の川市役所発着に変更。
  - 桃山鞆渕コース、細野貴志川コースを紀の川市役所に乗り入れ。
  - 東貴志コースと丸栖コースを統合し、東貴志丸栖コースとする。
- 2021年（令和3年）10月1日[8]
  - 川原竜門コース、上名手打田コースを、一部経路を追加したうえで名手上那賀支所コース、川原西脇コース、赤尾藤井コース、長田竜門コースに再編。
  - 打田北部コースを、一部経路を追加したうえで北勢田コース、三谷コースに再編。
  - 桃山鞆渕コース、細野貴志川コースの運行委託を和歌山バス那賀から有交紀北に変更、また一部の便の乗車には予約が必要となる。
  - 細野貴志川コースの一部を打田貴志川コースとし増便。
  - 桃山鞆渕コース、細野貴志川コースのうち、打田貴志川コースと重複する部分の運行を取りやめ。
- 2023年（令和5年）4月1日：東貴志丸栖コース、西貴志コースの運行委託を有田交通から和歌山バス那賀に変更[9][10]。

## 運行形態
- 正月三が日を除き毎日運行。
- 運賃は中学生以上100円。小学生以下、障害者およびその介助者は無料。
- 11枚綴りの回数券を販売している。
- 和歌山バス那賀が運行を担当する路線では、和歌山バス那賀・和歌山バス共通バスカードのみ使用が可能だった（和歌山バス那賀・和歌山バス共通1日乗車券及びスルっとKANSAIカードの使用は不可）[要出典]。
- 一部にフリー乗降制を採用している。

## 路線

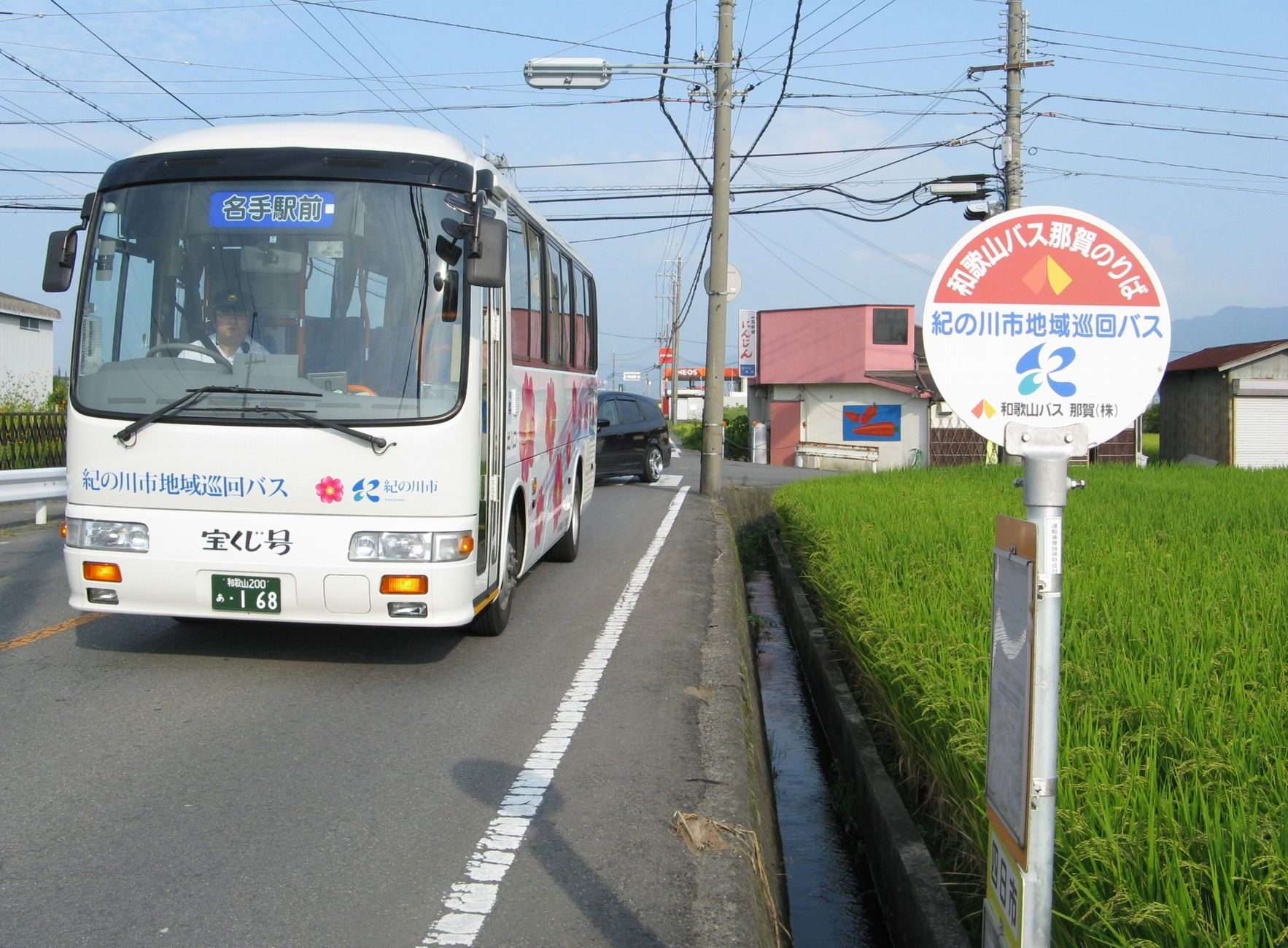
打田麻生津コース(四日市にて)

### 和歌山バス那賀の運行路線
紀の川の北部を中心に運行している。

#### 名手上那賀支所コース
名手駅より北側の地域を循環する。2021年9月までは上名手打田コースの一部として運行されていた。
- 紀の川市那賀支所 - 名手駅前 - 名手上北 - 葛谷 - 猪岡 - 巡回穴伏 - コメリ那賀店 - 紀の川市那賀支所

#### 川原西脇コース
名手駅から粉河駅までの地域を循環する。2021年9月までは上名手打田コースの一部および川原竜門コースの一部として運行されていた。
- 紀の川市那賀支所 - 名手駅前 - 西川原 - 粉河駅 - 紀の川市粉河支所・粉河ふるさとセンター - 麻生津中 - コメリ那賀店 - 紀の川市那賀支所

#### 赤尾藤井コース
粉河駅から打田駅までの地域の北側を循環する。2021年9月までは上名手打田コースの一部として運行されていた。紀の川市役所 - 長田 - オークワ粉河店の区間は2021年10月に新設された区間で、長田竜門コースと重複している。
- 紀の川市役所 - 打田駅 - 那賀病院 - 粉河寺 - 粉河駅 - オークワ粉河店 - 長田 - 那賀病院 - 打田駅 - 紀の川市役所

#### 長田竜門コース
粉河駅から打田駅までの地域の南側を循環する。2021年9月までは川原竜門コースの一部として運行されていた。紀の川市役所 - 長田 - オークワ粉河店の区間は赤尾藤井コースと重複している。
- 紀の川市役所 - 打田駅 - 那賀病院 - 竜門小学校東 - 紀の川市粉河支所・粉河ふるさとセンター - オークワ粉河店 - 長田 - 那賀病院 - 打田駅 - 紀の川市役所

#### 北勢田コース
打田駅の北側の地域を循環する。2021年9月までは打田北部コースの一部として運行されていた。
- 那賀病院 - 打田駅 - 紀の川市役所 - 四日市 - 重行 - 那賀病院 - 打田駅 - 紀の川市役所

#### 三谷コース
打田駅から下井阪駅までの地域の北側を循環する。2021年9月までは打田北部コースの一部として運行されていた。
- 那賀病院 - 打田駅 - 紀の川市役所 - 西三谷 - 枇杷谷 - 紀の川市役所 - 打田駅 - 那賀病院

#### 黒土高野コース
打田駅の南側に向かう。
- 紀の川市役所 - 打田駅 - 那賀病院 - 黒土 - 窪 - 高野

#### 打田貴志川コース
紀の川市役所と和歌山電鐵貴志川線の貴志駅を結ぶ。2021年10月に細野貴志川コースから分離され誕生した。なお、同区間では紀の川コミュニティバスも運行している（途中の経路は異なる）。
- 紀の川市役所 - 打田駅 - 那賀病院 - 下井阪駅東 - オーストリート前 - 紀の川市桃山支所 - 紀の川市貴志川支所 - 貴志駅

### 旧貴志川町エリアの運行路線
もとは貴志川町が「ゆめさき号」として運行していた。運賃は無料だったが、合併後の2007年4月1日に有償化された。有田交通が運行していたが、2023年4月1日に運行委託先が和歌山バス那賀に変更された。

#### 東貴志丸栖コース
貴志駅の東側と北側を循環する。途中の井ノ口大滝停留所から600mほどの距離に海南市コミュニティバス七山線の新田停留所がある。
- 紀の川市貴志川支所 - 丸栖コミュニティセンター - 高島橋 - 丸栖コミュニティセンター - 甘露寺前駅 - 生涯学習センター - 丹生神社鳥居前 - 井ノ口下 - 山口団地 - 貴志駅前 - 紀の川市貴志川支所

#### 西貴志コース
貴志川線沿線を循環する。
- 紀の川市貴志川支所 - 貴志駅前 - 国主せせらぎ台南 - 西貴志コミュニティセンター南 - 西山口駅前 - 岸宮サニータウン - 甘露寺前駅 - 生涯学習センター - 紀の川市貴志川支所

### 有交紀北の運行路線
市の南部に向かう。2021年9月までは和歌山バス那賀が運行していた。一部の便は予約が必要である。

#### 桃山鞆渕コース
和歌山県道3号かつらぎ桃山線を横断し、かつらぎ町の下志賀に向かう。終点の下志賀でかつらぎ町コミュニティバスと接続している。2021年9月までは紀の川市役所発着であったほか、和田 - 下志賀の区間便があった。
- オーストリート前 - 紀の川市桃山支所 - 黒川 - 和田 - 下志賀

#### 細野貴志川コース
和歌山県道129号を横断する。終点の垣内停留所と紀美野町コミュニティバス真国・志賀野線の四郷停留所間は1kmほどの距離にあり、徒歩連絡が可能であるが接続時間は考慮されていない。2021年9月までは紀の川市役所発着であったが、その区間は打田貴志川コースとして分離された。また、紀の川市桃山支所発の区間便があった。
- 紀の川市貴志川支所 - 貴志駅 - 垣内